# Saint-Privat-des-Vieux
Saint-Privat-des-Vieux – miejscowość i gmina we Francji, w regionie Oksytania, w departamencie Gard.
Według danych na rok 1990 gminę zamieszkiwały 3892 osoby, a gęstość zaludnienia wynosiła 246 osób/km² (wśród 1545 gmin Langwedocji-Roussillon Saint-Privat-des-Vieux plasuje się na 90. miejscu pod względem liczby ludności, natomiast pod względem powierzchni na miejscu 506.).